# كريستيان راميرز
كريستيان راميرز (بالإنجليزية: Christian Ramirez) هو لاعب كرة قدم أمريكي في مركز الهجوم، ولد في 4 أبريل 1991 في سانتا آنا في الولايات المتحدة. شارك مع منتخب الولايات المتحدة لكرة القدم. أما مع النوادي، فقد لعب مع مينيسوتا يونايتد ونادي لوس أنجلوس.

## وصلات خارجية
- كريستيان راميرز على موقع الدوري الأمريكي (الإنجليزية)
- كريستيان راميرز على موقع قاعدة بيانات كرة القدم.إي يو (الإنجليزية)
- كريستيان راميرز على موقع ناشيونال فوتبول تيمز (الإنجليزية)
- كريستيان راميرز على موقع Soccerbase.com (لاعب) (الإنجليزية)
- كريستيان راميرز على موقع Soccerway.com (الإنجليزية)
- كريستيان راميرز على موقع عالم كرة القدم.نت (الإنجليزية)